# Sojusz Postępowców
Sojusz Postępowców (Alleanza dei Progressisti) – koalicja centrolewicowych i lewicowych partii politycznych istniejąca we Włoszech w roku 1994.
W skład koalicji wchodziły:
- Demokratyczna Partia Lewicy (Partito Democratico della Sinistra) – demokratyczni socjaliści, postkomuniści
- Odrodzenie Komunistyczne (Partito della Rifondazione Comunista) – komuniści
- Włoska Partia Socjalistyczna (Partito Socialista Italiano) – socjaldemokraci
- Federacja Zielonych (Federazione dei Verdi) – zieloni
- La Rete (Movimento per la Democrazia – La Rete) – socjalliberałowie
- Sojusz Demokratyczny (Alleanza Democratica) – socjalliberałowie
- Społeczni Chrześcijanie – lewica chrześcijańska
- Rinascita Socialista – socjaliści

W 1994 koalicja wyborcza wzięła udział w wyborach parlamentarnych XII kadencji. W okręgach jednomandatowych podczas wyborów do Izby Deputowanych uzyskała 32,81% głosów, a w wyborach do Senatu 32,90%, co dało jej 213 mandatów deputowanych i 122 senatorów. Kandydatem partii na urząd premiera był były sekretarz generalny Włoskiej Partii Komunistycznej (następnie sekretarz Demokratycznej Partii Lewicy) Achille Occhetto. Blok przegrał jednak z centroprawicą Silvio Berlusconiego.